# James Monroe
James Monroe, ameriški odvetnik in politik, * 28. april 1758, okrožje Westmoreland, Virginija, † 4. julij 1831, New York.
Monroe je bil peti predsednik ZDA, ki je služil med letoma 1817 in 1825.
Bil je tudi član Poslanskega doma Virginije (1782–1783), Kontinentalnega kongresa (1783–1786), Senata ZDA (1790–1794), veleposlanik ZDA v Franciji (1794–1796), guverner Virginije (1799–1802), veleposlanik ZDA v Franciji (1803), veleposlanik ZDA v Združenem kraljestvu (1803–1807), član Poslanskega doma Virginije (1808–1811), guverner Virginije (1811), sekretar države ZDA (1811–1815) in sekretar vojne ZDA (1814–1815).